# Eraclea
Eraclea (antiga Grisolera) é uma comuna italiana da região do Vêneto, província de Veneza, com cerca de 12.459 habitantes. Estende-se por uma área de 95 km², tendo uma densidade populacional de 131 hab/km². Faz fronteira com Caorle, Jesolo, San Donà di Piave, Santo Stino di Livenza, Torre di Mosto.

## Demografia
| Variação demográfica do município entre 1861 e 2011                               |
|                                                                                   |
| Fonte: Istituto Nazionale di Statistica (ISTAT) - Elaboração gráfica da Wikipedia |